# Black Blue & You Tour
"Black Blue & You Tour" es una gira de conciertos del grupo estadounidense de pop y hip-hop: The Black Eyed Peas. La gira fue patrocinada por Pepsi. Es la cuarta gira realizada por la banda.
El tour ha sido el más corto realizado por la banda, pero su repertorio contiene canciones y es a raíz de tres álbumes.

## Información
La gira fue anunciada en la página web de la banda el 1 de septiembre de 2007, ocho días antes del primer concierto. Veintidós países fueron visitados, siendo China el único de ellos en tener más de un concierto con tres espectáculos programados.Fergie ya había anticipado esta gira en un programa australiano diciendo que black eyed peas daría en octubre un mini-tour por Australia.

## Promoción
Esta gira de conciertos está patrocinada por Pepsi. El grupo colabora con la empresa en el nuevo comercial de la conocida marca. Para ello Black Eyed Peas creó un tema ineditó llamado "More". Para promover el tour la banda realizó varias sesiones fotográficas con productos Pepsi y prestaron su imagen para la página web de Pepsi. Además en esta web había diferentes concursos en los que sorteaban entradas para asistir a la gira de conciertos "Black Blue & You Tour".

## Fechas del Tour[2]
| Asia                     |                     |             |                                                                      |
| 9 de septiembre de 2007  | Jerusalén           | Israel      | Sultan's Pool                                                        |
| Africa                   |                     |             |                                                                      |
| 11 de septiembre de 2007 | Adís Abeba          | Etiopía     | Millennium NYE                                                       |
| Europa                   |                     |             |                                                                      |
| 13 de septiembre de 2007 | Estocolmo           | Suecia      | Hovet                                                                |
| 15 de septiembre de 2007 | Bucarest            | Rumania     | Controceni Stadium                                                   |
| 16 de septiembre de 2007 | Budapest            | Hungría     | Budapest Sports Arena                                                |
| 17 de septiembre de 2007 | Varsovia            | Polonia     | Park Sowinskiego                                                     |
| 20 de septiembre de 2007 | Moscú               | Rusia       | Khodynka Arena                                                       |
| Asia                     |                     |             |                                                                      |
| 22 de septiembre de 2007 | Almaty              | Kazajistán  | Spartak Stadion                                                      |
| Norte América            |                     |             |                                                                      |
| 28 de septiembre de 2007 | Ciudad de México    | México      | National Auditorium                                                  |
| Latino América           |                     |             |                                                                      |
| 30 de septiembre de 2007 | Buenos Aires        | Argentina   | Club Ciudad                                                          |
| 2 de octubre de 2007     | Porto Alegre        | Brasil      | Pepsi On Stage                                                       |
| Centro América           |                     |             |                                                                      |
| 5 de octubre de 2007     | San Salvador        | El Salvador | Gimnasio Nacional                                                    |
| 6 de octubre de 2007     | Ciudad de Guatemala | Guatemala   | Mundo e Forum                                                        |
| 7 de octubre de 2007     | Managua             | Nicaragua   | Dennis Martínez National Stadium                                     |
| 8 de octubre de 2007     | San José            | Costa Rica  | Ricardo Saprissa Aymá Stadium                                        |
| Latino América           |                     |             |                                                                      |
| 9 de octubre de 2007     | Caracas             | Venezuela   | UCV Fútbol estadio (Cambiado al Estacionamiento Poliedro de Caracas) |
| Africa                   |                     |             |                                                                      |
| 12 de octubre de 2007    | Johannesburgo       | Sudáfrica   | Nasrec                                                               |
| 14 de octubre de 2007    | Lagos               | Nigeria     | This Day Entertainment Center                                        |
| Asia                     |                     |             |                                                                      |
| 16 de octubre de 2007    | Bangalore           | India       | Bangalore Palace Grounds                                             |
| 18 de octubre de 2007    | Bangkok             | Tailandia   | Impact Aren                                                          |
| 20 de octubre de 2007    | Yakarta             | Indonesia   | Istora Senayan                                                       |
| 22 de octubre de 2007    | Singapur            | Singapur    | Singapore Indoor Stadium                                             |
| 24 de octubre de 2007    | Pekín               | China       | National Olympic Stadium                                             |
| 26 de octubre de 2007    | Kuala Lumpur        | Malasia     | Arena Of The Stars, Genting Highlands                                |
| 27 de octubre de 2007    | Macao               | China       | Venetian Arena                                                       |
| Oceania                  |                     |             |                                                                      |
| 30 de octubre de 2007    | Sídney              | Australia   | Hordern Pavilion                                                     |

## Concierto en El Salvador
El concierto en El Salvador fue cancelado después de que Fergie apareciera en el escenerio sólo para pedir perdón y cantar una canción, afirmando que ella cayó enferma. Antes de que ella saliera a escena el resto del grupo había realizado una hora de concierto sin ella. Los organizadores del espectáculo afirman que el grupo volverá a cantar en El Salvador 90 días después del concierto cancelado y dijeron que reembolsarán el dinero al público descontentos, o darán una entrada gratuita para el próximo concierto.

## Curiosidades
- El concierto que ofrecieron en El Salvador fue cancelado.
- Fergie no aparece en las campañas publicitarias realizadas para la promoción del concierto en Israel debido a que allí las mujeres no pueden mostrar su rostro en público.
- Para la promoción de la gira el grupo creó la canción "More".